# Ллин-Траусвинит
Ллин-Траусвинит (англ. Llyn Trawsfynydd) — водохранилище в Уэльсе.

## История
Одно из крупнейших в регионе. Находится на севере Уэльса в Гуинете. Площадь составляет 4,84 км. Было образовано четырьмя дамбами, возведёнными в 1924—1928 годах (по другим данным работы начались в 1925 году) при сооружении гидроэлектростанции в Маентроге. При этом были затоплены земли более двадцати владений, в том числе тех, что представляли историческую ценность (фермы Бринхир и Ллвиндерв), однако местные жители не возражали против строительства водохранилища. Земля была приобретена Энергетической компанией Северного Уэльса в 1920-х годах. Главная плотина была возведена на реке Афон-Прайсор (крупнейший приток реки Дуйрид) в северной оконечности водохранилища. Эта плотина известна тем, что была самой большой арочной плотиной в Соединённом королевстве. Её высота составляла 96 футов, ширина основания — 37 футов. На производство строительных работ были привлечены жители графства Корк (Ирландия), многие из них остались в регионе на постоянное жительство, что значительно увеличило плотность населения.
Работы по строительству Atomfa Trawsfynydd начались в июле 1959 года. В это время Сноудония уже получила статус национального парка. На строительство прибыло более 800 рабочих из других регионов. Реакторы станции начали работу в марте 1965 года, а сама АЭС официально открылась в октябре 1968 года. Общая стоимость строительства Atomfa Trawsfynydd составила 103 млн фунтов стерлингов. Вода Ллин-Траусвинита использовалась для охлаждения реактора. Плотина была реконструирована в 1987 году, таким образом срок службы электростанции был увеличен на 60 лет. С 1996 года, после установки компьютерного оборудования, управление производственными процессами осуществляется удалённо.
Через Ллин-Траусвинит построен пешеходный мост, который по соображениям техники безопасности был закрыт в 2022 году.